# Walter Cerrini
Walter Cerrini (Perugia, 30 agosto 1899 – Aosta, 9 luglio 1971) è stato un generale italiano.

## Biografia
Walter Cerrini nacque a Perugia nel 1899, figlio di Arnaldo e Giuseppina Pampaglini. 
Nel 1916 si arruolò volontario e partecipò alla prima guerra mondiale, nel Corpo dei bersaglieri, nel 3º Reggimento di stanza a Milano. Alla fine del conflitto riuscì a raggiungere il grado di tenente.
Dopo la Grande guerra, prese parte alla campagna di Libia e poi alla guerra di Spagna con mansione di osservatore aereo.
Nel 1938 passò alla Polizia Africa Italiana (PAI), ove rimase sino al 1945. Prese parte alla seconda guerra mondiale per due soli anni, prima nella PAI poi partecipando alla guerra di liberazione. Raggiunto il grado di Maggiore, rimase in servizio anche dopo la proclamazione della repubblica e nel 1948 venne incaricato dalla segreteria particolare del primo ministro (era allora Alcide De Gasperi) di stendere un rapporto sulla situazione dell'Eritrea.
Richiamato in patria dopo la fine dell'amministrazione fiduciaria dell'Eritrea all'Italia, divenne comandante di un Battaglione Mobile di Pubblica Sicurezza e poi ispettore dei reparti mobili e celeri d'Italia.
Morì ad Aosta il 9 luglio 1971, venendo sepolto nel cimitero della città.